# Gulmun
Gulmun (Mycteroperca interstitialis) är en art i familjen havsabborrfiskar som finns i västra Atlanten. 

## Utseende
En avlång, nästan spolformad fisk med den tvådelade ryggfena som är typisk för familjen; främre delen är hård och består endast av taggstrålar (11 hos denna art), medan bakre delen är mjukare, enbart uppbyggd av mjukstrålar (16 till 18; den 12:e till 13:e förlängda hos vuxna fiskar). Analfenan har en liknande uppbyggnad med 3 taggstrålar och 10 till 12 mjukstrålar, med 6:e till 8:e längre än övriga. Bröstfenorna består endast av 16 till 17 mjukstrålar. Färgen är ljust brungrå med tätsittande, små, bruna fläckar på ovandelen. Munnen och kanten på den främre, hårda ryggfenan är gulaktiga. Vissa individer kan ha svaga tvärband på sidorna. Ungfiskarna är tvåfärgade: Ovandelen av huvudet och kroppen är mörkbruna, eventuellt med mörka, band- eller sadelliknande formationer, medan underdelen, med en skarpt avgränsad skiljelinje, är tydligt vit. En vit linje går också från underkäken till ryggfenans bas. Arten blir vanligtvis inte mycket mer än 40 cm lång, men den kan som mest bli 84 cm lång och väga 10,2 kg.

## Vanor
Gulmunnen lever främst vid rev över klipp- och korallbotten, vanligen ner till ett djup av 55 m (som mest kan den dock gå ner till 150 m), oftare kring öar än vid kusten. Småvuxna individer uppehåller sig gärna i laguner med mangrove. Födan består främst av fisk.
Arten är en hermafrodit med könsväxling. I Bermudas leker arten från juni till augusti. Den är långlivad; högsta konstaterade ålder är 41 år.

## Betydelse för människan
Gulmunnen är föremål för ett ekonomiskt betydelsefullt fiske, främst vid Mexikanska golfen,  Bermudas och Västindien. I det senare området tas den ofta på spö, med fällor och med ljuster.

## Status
Arten är klassificerad som sårbar ("VU", underklassificering "A2d+3d") av IUCN. Den har aldrig varit speciellt vanlig, men minskar nu ytterligare, främst till följd av överfiske.

## Utbredning
Utbredningsomrdet omfattar västra Atlanten från Florida i USA över Florida Keys, södra Mexikanska golfen, Bahamas, Kuba och Västindien till södra Brasilien.